# 元王
元王（げんおう）は、周朝の第27代王。敬王の子。
紀元前473年、越王勾践が呉を滅ぼし、その後北方の瑯琊に遷都、斉・晋などの諸侯と徐州（現在の山東省滕州市の南東）にて会盟した。元王は勾践を覇者として承認している。
子の姫介（貞定王）がその後を継いだ。